# Markus Gander
Markus Gander (* 16. Mai 1989 in Sterzing) ist ein ehemaliger italienischer Eishockeyspieler, der zuletzt bis 2023 erneut bei den  Sterzing Broncos in der Alps Hockey League unter Vertrag stand. Mit der italienischen Nationalmannschaft nahm er an insgesamt vier Weltmeisterschaften der Top-Division teil.

## Karriere
Gander begann seine Karriere bei den WSV Sterzing Broncos in seiner Heimatstadt Sterzing, die damals in der zweitklassigen italienischen Serie A2 spielten. Mit den Broncos gelang ihm 2009 der Meistertitel in der A2, nicht jedoch der Aufstieg in die Erstklassigkeit. Gander ging daraufhin für ein Jahr in die Vereinigten Staaten und spielte bei den North Iowa Outlaws in der North American Hockey League. 2010 kehrte er ins Wipptal zurück und diesmal gelang ihm nach dem erneuten Titelgewinn in der Serie A2 mit seiner Mannschaft der Aufstieg in die Serie A1. Dort konnte sich der Emporkömmling jedoch nicht halten. Gander selbst hatte jedoch mit seinen Leistungen die Aufmerksamkeit des Spitzenklubs HC Bozen gefunden und wechselte im Sommer 2012 zum amtierenden Meister in die Südtiroler Landeshauptstadt. Im Sommer 2013 wechselte er mit seiner Mannschaft aus der italienischen Liga in die Österreichische Eishockey-Liga, die das Team auf Anhieb gewinnen konnte. Auch 2018 gelang Gander mit den Boznern der Gewinn der Österreichischen Eishockey-Liga. Anschließend wechselte er zum HC Pustertal in die klassentiefere Alps Hockey League. Nachdem er seit Januar 2020 beim Ligakonkurrenten SG Cortina gespielt hatte, kehrte er im Sommer des Jahres zu den Broncos aus seiner Heimatstadt zurück, bei denen er 2023 seine Karriere beendete.

### International
Für Italien nahm Markus Gander erstmals an der U18-Junioren-Weltmeisterschaft der Division II 2006 teil. Durch den Sieg beim Turnier in Meran gelang den Italiern der Aufstieg in die Division I. Auch im Folgejahr war Gander noch in dieser Altersklasse für seine Mannschaft auf dem Eis und konnte mithelfen den Klassenerhalt in der Division I beim Turnier in Maribor zu sichern. Bei der U20-Weltmeisterschaft desselben Jahres nutzte den Italienern aber auch der Heimvorteil beim Turnier der Division I in Torre Pellice nichts und Ganders Team musste in dieser Altersklasse den Weg in die Division II antreten. Die Gruppe A der Division II der -20-Weltmeisterschaft 2008 wurde dann bereits im Dezember 2007 ebenfalls in Italien, diesmal in Canazei, ausgetragen und Gander gelang mit seiner Mannschaft die sofortige Rückkehr in die Division I. Bei der U20-Weltmeisterschaft 2009 gelang Gander zum Abschluss seiner Juniorenkarriere mit der Italienischen Mannschaft beim Turnier in Aalborg der Klassenerhalt in der Division I.
Für die A-Nationalmannschaft der Azzurri stand Gander zunächst im Februar 2013 in Bietigheim-Bissingen beim Qualifikationsturnier für die Olympischen Winterspiele 2014 auf dem Eis. Zwar konnten sich die Italiener nicht für die Spiele in Sotschi qualifizieren, ihr 2:1-Erfolg gegen die deutsche Eishockeynationalmannschaft sorgte jedoch dafür, dass statt der deutschen Mannschaft die Österreicher nach Russland fahren durften. Im April 2013 nahm er an der Division I der Weltmeisterschaft 2013 in Budapest teil, bei der den Italienern der Aufstieg in die Top-Division gelang. Dort erzielte Gander bei der Weltmeisterschaft 2014 zwar zwei Tore, darunter den 2:1-Siegtreffer gegen Frankreich. Doch dieser eine Sieg reichte nicht zum Klassenerhalt, da alle anderen Mannschaften auf mindestens zwei Erfolge kamen. So trat er mit den Azzurri 2015 und 2016 wieder in der Division I an. Nach dem erneuten Aufstieg 2016, konnte er bei der Weltmeisterschaft 2017 wiederum nicht in der Top-Division reüssieren und stieg mit den Italienern erneut in die Division I ab. Bei der WM 2018 der Division I gelang dann aber der sofortige Wiederaufstieg in die Top-Division. Bei den Weltmeisterschaften 2019 und 2021 spielte er dann wieder in der Top-Division.

## Erfolge und Auszeichnungen
- 2009 Meister der Serie A2 mit den WSV Sterzing Broncos
- 2011 Meister der Serie A2 und Aufstieg in die Serie A1 mit den WSV Sterzing Broncos
- 2014 EBEL-Sieger mit dem HC Bozen
- 2018 EBEL-Sieger mit dem HC Bozen

### International
- 2006 Aufstieg in die Division I bei der U18-Junioren-Weltmeisterschaft der Division II, Gruppe A
- 2008 Aufstieg in die Division I bei der U20-Junioren-Weltmeisterschaft der Division II, Gruppe A
- 2013 Aufstieg in die Top-Division bei der Weltmeisterschaft der Division I, Gruppe A
- 2016 Aufstieg in die Top-Division bei der Weltmeisterschaft der Division I, Gruppe A
- 2018 Aufstieg in die Top-Division bei der Weltmeisterschaft der Division I, Gruppe A

## Karrierestatistik
(Legende zur Spielerstatistik: Sp oder GP = absolvierte Spiele; T oder G = erzielte Tore; V oder A = erzielte Assists; Pkt oder Pts = erzielte Scorerpunkte; SM oder PIM = erhaltene Strafminuten; +/− = Plus/Minus-Bilanz; PP = erzielte Überzahltore; SH = erzielte Unterzahltore; GW = erzielte Siegtore; 1 Play-downs/Relegation; Kursiv: Statistik nicht vollständig)